# Église Notre-Dame-du-Vent de Port-aux-Français
Pour les articles homonymes, voir Église Notre-Dame et Notre-Dame.
L'église Notre-Dame-du-Vent (souvent incorrectement appelée Notre-Dame-des-Vents) est située dans la base de Port-aux-Français aux îles Kerguelen. Elle est considérée comme l'église française la plus australe. Cette église est un lieu de mémoire des personnes disparues accidentellement sur l’archipel.

## Description
L'église est située sur un plateau rocheux, en bordure de mer, face à la passe Royale qui marque l'entrée du golfe du Morbihan. Elle domine la base et est soumise aux vents violents de l'Ouest. 
Son architecture est sobre et dépouillée. C'est un petit bâtiment en ciment, de forme rectangulaire (13 m par 6,5 m), blanc à toit plat. Des vitraux assez étroits, de forme rectangulaire ceinturent la partie haute du bâtiment. Ils ont été réalisés par Louis Barillet, un verrier parisien. Devant l'entrée, une structure de piliers en béton est surmontée d'une croix. Pour le plan architectural, le père Beaugé indique s'être inspiré du nombre d'or afin de garantir à l'ensemble des proportions harmonieuses en l'absence d'architecte sur place pouvant établir un plan.
La pierre d'autel, constituée d'un bloc de basalte de 2 m3 a été trouvée à proximité, dans le ruisseau de la Ferme qui arrose Port-aux-Français. L'édifice a été érigé autour du bloc.

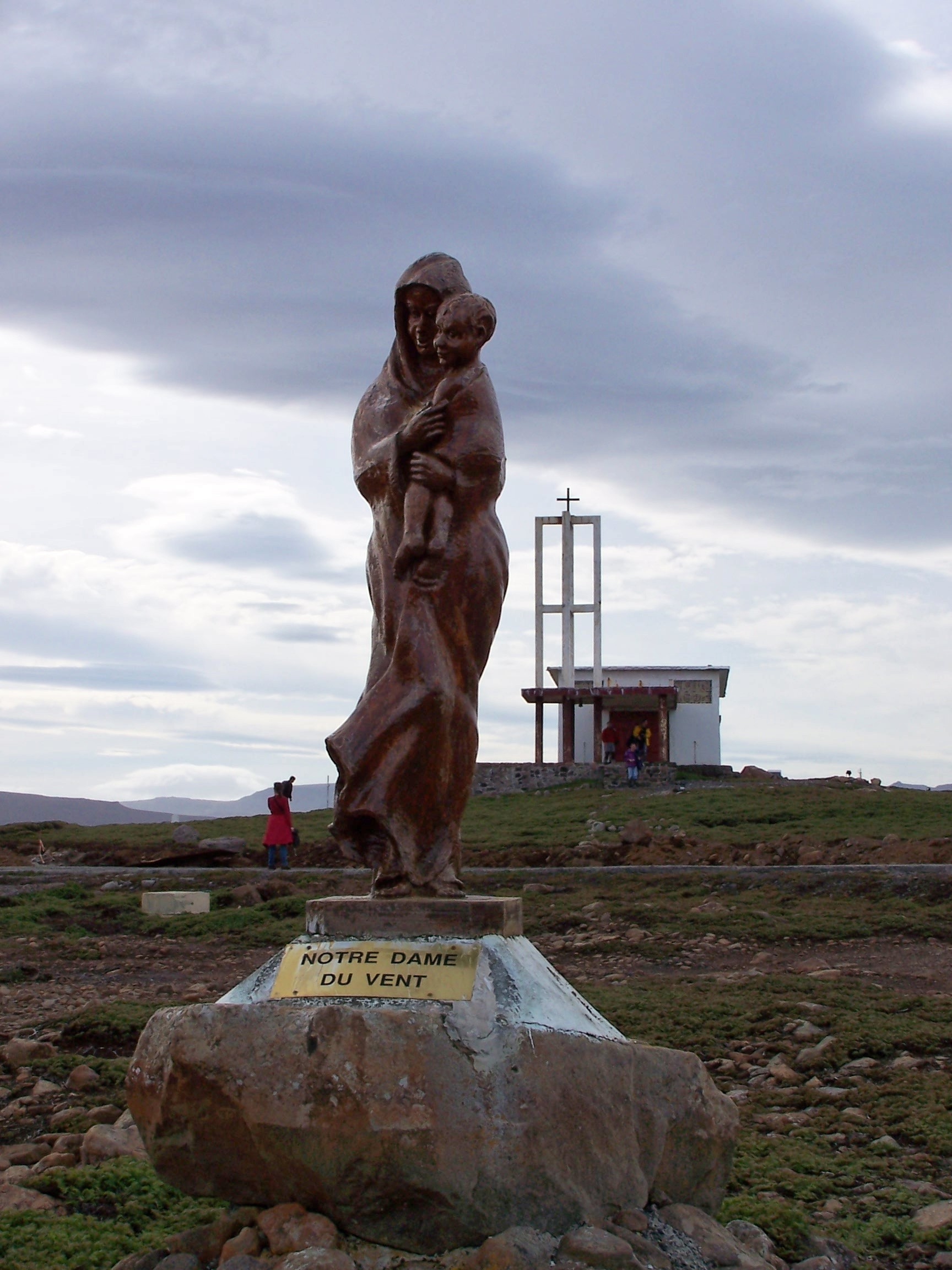
Statue de la Vierge à l'enfant et église au second plan.

La Vierge à l'enfant, dite vierge aux phoquiers, placée au bord de la falaise a été sculptée  dans les années 1950 par Félix Férioli (1878-1963) à partir d'une poutre de chêne récupérée sur une épave à Gisors dans l'Eure. En 1958, Marc Péchenart, directeur de la Société Industrielle des Abattoirs Parisiens, nouvellement implantée à Port-aux-Français, acquiert la statue auprès de la famille Férioli, et offre l'œuvre au tout nouveau territoire en souvenir de son mariage célébré quelques mois plus tôt. La statue est fixée sur un socle taillé dans un rocher à même la masse. 
La vierge placée dans l'église est l’œuvre de Royer au Trez-Hir de Saint-Renan dans le Finistère. La grille en fer forgé placée aux pieds de cette statue porte une inscription, INTROUN VARIA AN AVEL, qui signifie « Notre-Dame-du-Vent » en breton ; le crucifix est dû à Robert Gourlaouen. 

## Histoire
La construction de l'église débute en 1957 sous l'impulsion du père André Beaugé, présent en tant qu'infirmier-aumônier aux Kerguelen. Cette année-là, date de la septième mission française à Port-aux-Français, 80 membres du personnel se constituent en comité pour faire part à l'administrateur supérieur des TAAF, Xavier Richert, de leur désir d'avoir une chapelle aux Kerguelen. L'emplacement retenu par l'administration était auparavant affecté au génie de l'air. La première pierre est posée le 16 décembre 1957 par Martine Raulin, le jour de son mariage avec Marc Péchenart. Elle devient à cette occasion marraine de l'église. En 1958, le père Beaugé organise une exposition à Paris sur les Kerguelen visant a recueillir des fonds pour la réalisations des vitraux de l'église. Les travaux de gros-œuvre sont effectués en 1959 et l'inauguration de Notre-Dame-du-Vent a lieu le 11 juin 1960. La construction s'achève en 1961 avec l'érection du clocher sous la direction du père Jean Volot.
La présence de personnels contractuels réunionnais travaillant à la station, réputés pour être des catholiques très pratiquants, permet de maintenir une activité religieuse régulière.    